# Cala Bóquer
Cala Bóquer ist eine kleine Bucht mit einem Kieselstrand an der Nordwestküste der spanischen Baleareninsel Mallorca. Sie befindet sich im Norden der Gemeinde Pollença auf der Halbinsel Formentor, etwa 11 Kilometer südwestlich des Cap Formentor. Der 45 Meter lange und 10 Meter breite Strand der Cala Bóquer liegt in einer naturbelassenen Umgebung am nordöstlichen Ende des Vall de Bóquer (‚Tal von Bóquer‘).

## Lage und Beschreibung
Das Vall de Bóquer ist Teil des 699,47 km² großen Naturgebiets von besonderem Wert (Àrea natural d’especial interès – ANAI) der Serra de Tramuntana, nach dem Naturraumgesetz (ANAI / ARIP) zum Schutz des Bodens vor Verbauung, und einer besonderen Vogelschutzzone (Zona d’especial protecció per a les aus – ZEPA) entsprechend der Vogelschutzrichtlinie 79/409/EWG der Europäischen Union. Die der Bucht nächstgelegenen Siedlungen sind das 2 Kilometer südlich befindliche Port de Pollença und das wie die Cala Bóquer an der Nordwestküste der Insel liegende Cala Sant Vicenç 3,3 Kilometer im Südwesten. Der Hauptort der Gemeinde, die Kleinstadt Pollença, liegt etwas über 8 Kilometer entfernt.

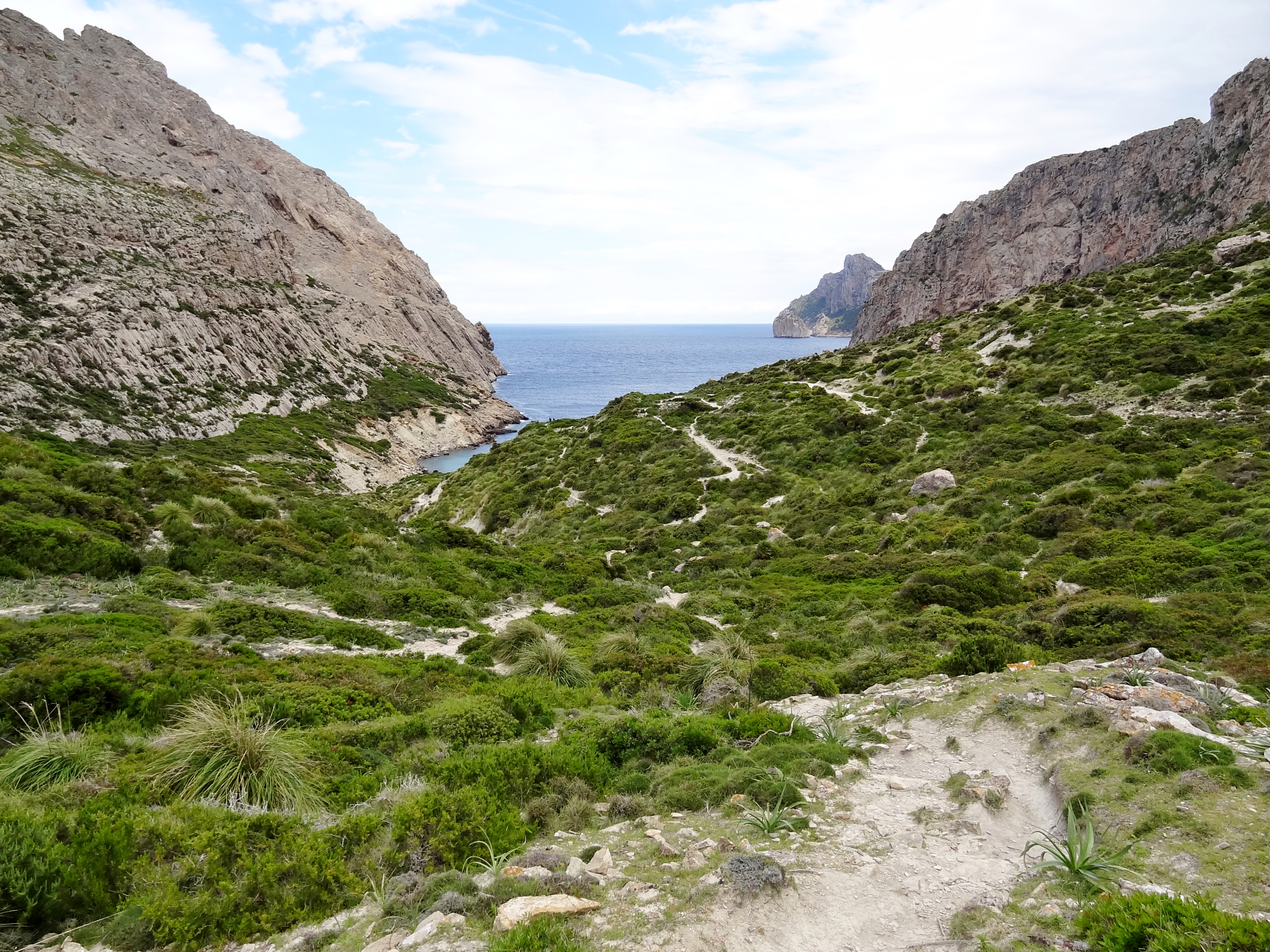
Cala Bóquer

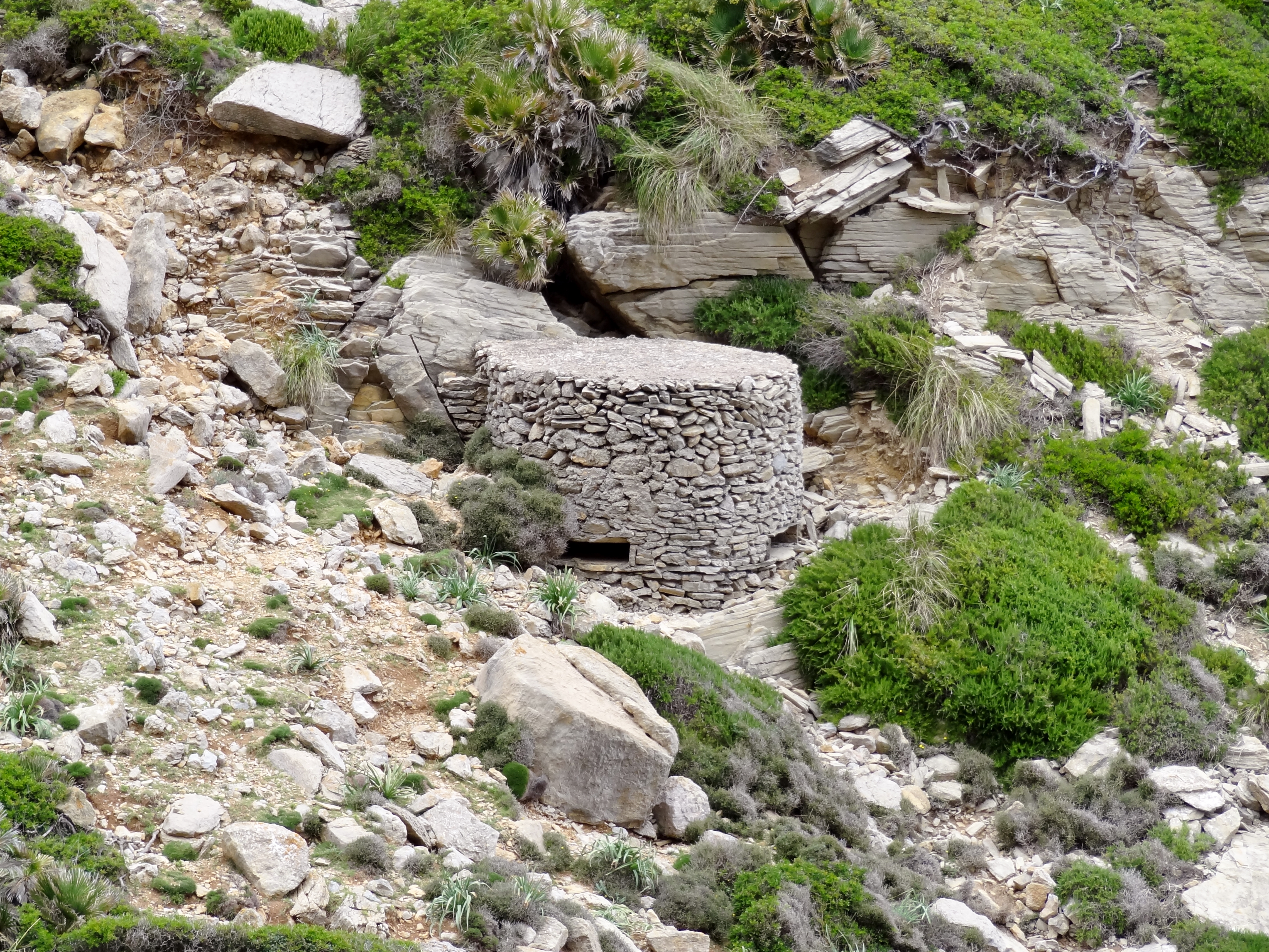
Maschinengewehrstand am Strand

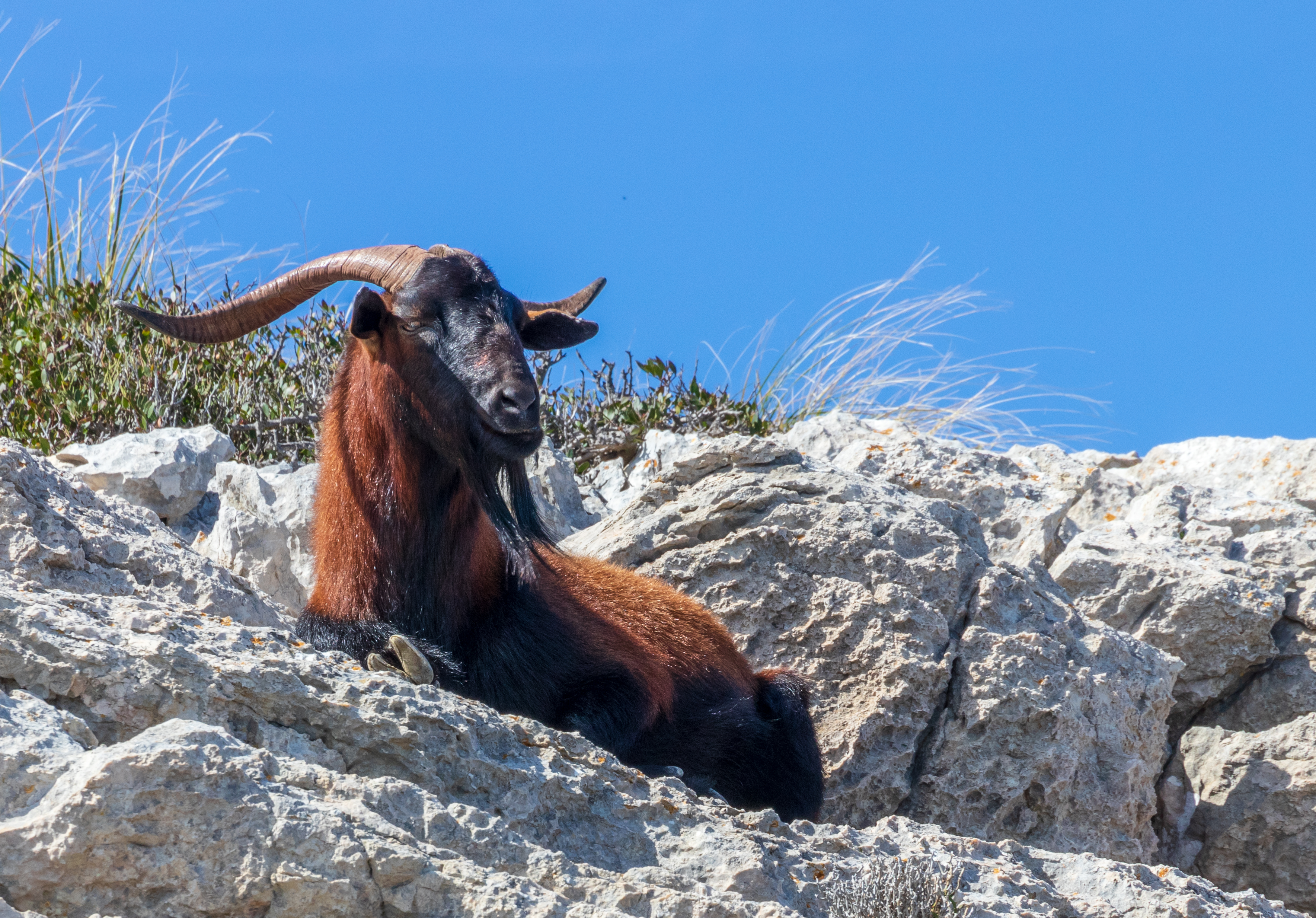
Verwilderte Ziege (Capra hircus var. majorcan)

Benannt sind die Bucht wie das Tal nach dem Landgut, zu dem sie gehören. Die Cases de Bóquer (‚Häuser von Bóquer‘) stehen am südwestlichen Taleingang unmittelbar oberhalb von Port de Pollença. Die Cala Bóquer ist von den Cases de Bóquer ungefähr 1,9 Kilometer entfernt. Der Name Bóquer geht auf eine frühere römische Siedlung zurück, von der nur wenige Reste der Stadtmauer, eines Eingangstores und Keramik aus dem 3. und 4. Jahrhundert erhalten sind. Ihre Bezeichnung wird in verschiedenen antiken Quellen als Bocchor, Bocchoris, Bocchorum oder civitas Bocchoritana genannt. Unter anderem ist sie in der Naturalis historia von Plinius dem Älteren erwähnt.
Die Cala Bóquer zieht sich etwa 900 Meter ins Inselinnere. Begrenzt wird der Buchtausgang zum offenen Meer von der Punta Troneta oder Punta de la Sal im Nordwesten und es Cingles im Südosten. An den Landspitzen enden die Ausläufer der Höhenzüge Serra del Cavall Bernat (bis 362 Meter hoch) und es Morral (bis 353 Meter), zwischen denen das Vall de Bóquer liegt. Der Meeresgrund der Bucht hat in einer Entfernung von 100 Metern vom Ufer eine Tiefe von ungefähr 2 Metern, bei 150 Metern von 3 Metern. Der Strand besteht aus groben Kieseln und wird von Felsen eingerahmt. Etwa 90 Meter hinter der Uferlinie des Strandes hat sich ein Maschinengewehrstand aus dem spanischen Bürgerkrieg (1936–1939) erhalten.
An der Cala Bóquer mündet der Saragall de Cala Bóquer, ein etwa 380 Meter langer Torrent (Sturzbach), der nur nach starkem Regen Wasser führt. Er beginnt an der Fonteta de la Cala am 85 Meter hohen Pass Coll des Moro, dem höchsten Punkt im Vall de Bóquer. Auf der südwestlichen Seite des Coll des Moro entwässert der Torrent de Bóquer das Tal in Richtung der Cases de Bóquer und Port de Pollença. Am Taleingang stehen einige Gruppen von Kiefern. Ansonsten besteht die Vegetation des Vall de Bóquer überwiegend aus Macchie, die sich um die Cala Bóquer bis fast an die Uferlinie erstreckt. Auf dem Strand selbst gibt es kaum Bewuchs. Dies ist dem Kieseluntergrund geschuldet, der bei stürmischer See ausgewaschen wird.
Durch das Tal ziehen viele verwilderte Ziegen. Der sogenannte Balearische Ziegenbock (Boc Balear), auch Mallorquinische Wildziege (Cabra Salvatge Mallorquina) oder „Feine“ Ziege (Fina), eine Unterform der Hausziege, ist vom 1. September bis 15. Juli jagbares Wild auf Mallorca. In der Abgeschiedenheit des Vall de Bóquer lebt eine große Vielfalt der Vogelwelt, darunter Fischadler und Bienenfresser, weshalb viele Hobby-Ornithologen das Tal besuchen. Die Cala Bóquer ist oft das Ziel von Wanderern, aber auch privater Boote und Ausflugsschiffe. Wegen der Lage im Naturschutzgebiet gibt es am Strand keine Liegen und Sonnenschirme zu mieten, wie an vielen Stränden Mallorcas üblich. Auch eine Bebauung ist in keiner Art vorhanden.

## Zugang

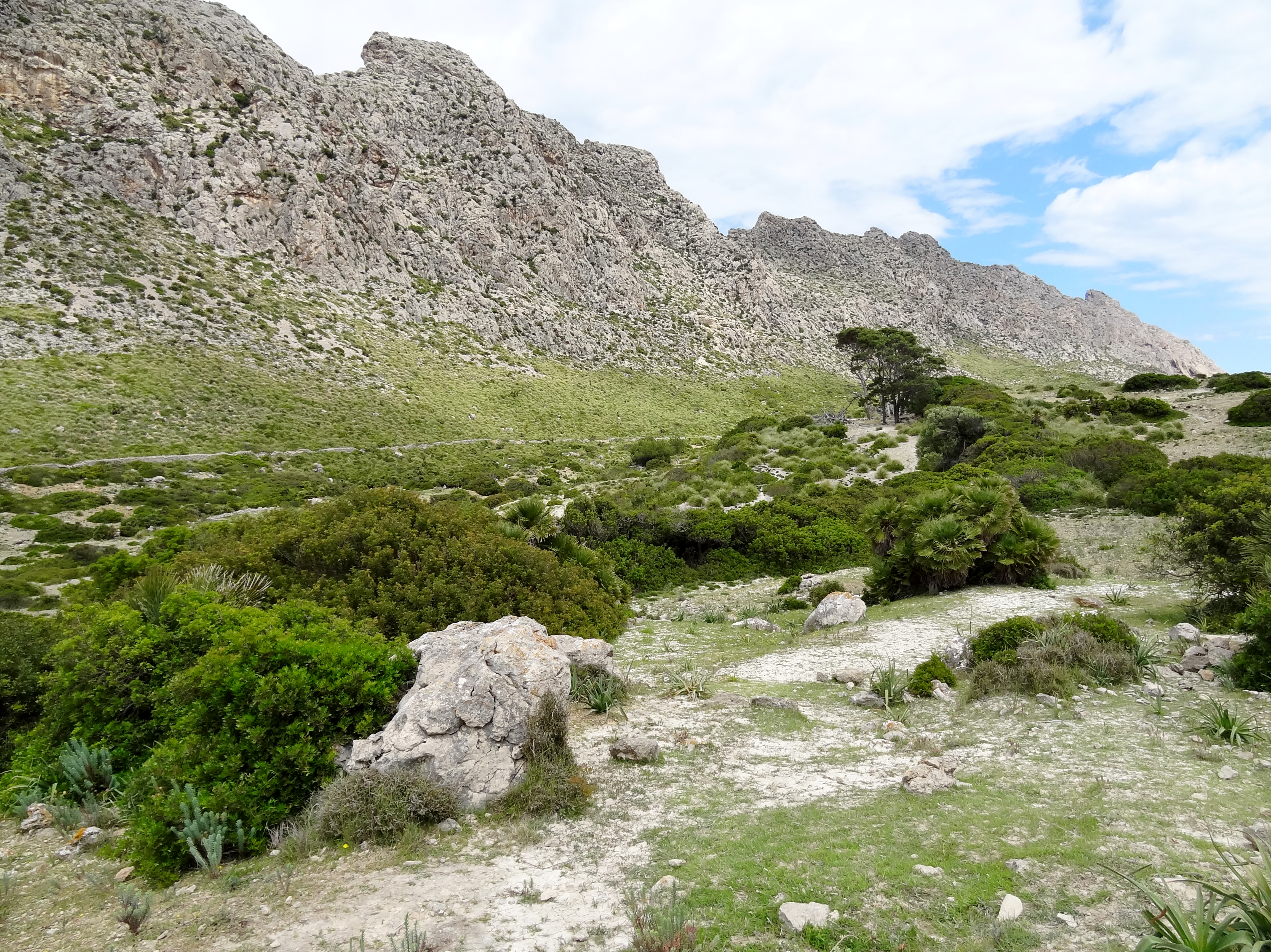
Vall de Bóquer, Blickrichtung Nordost

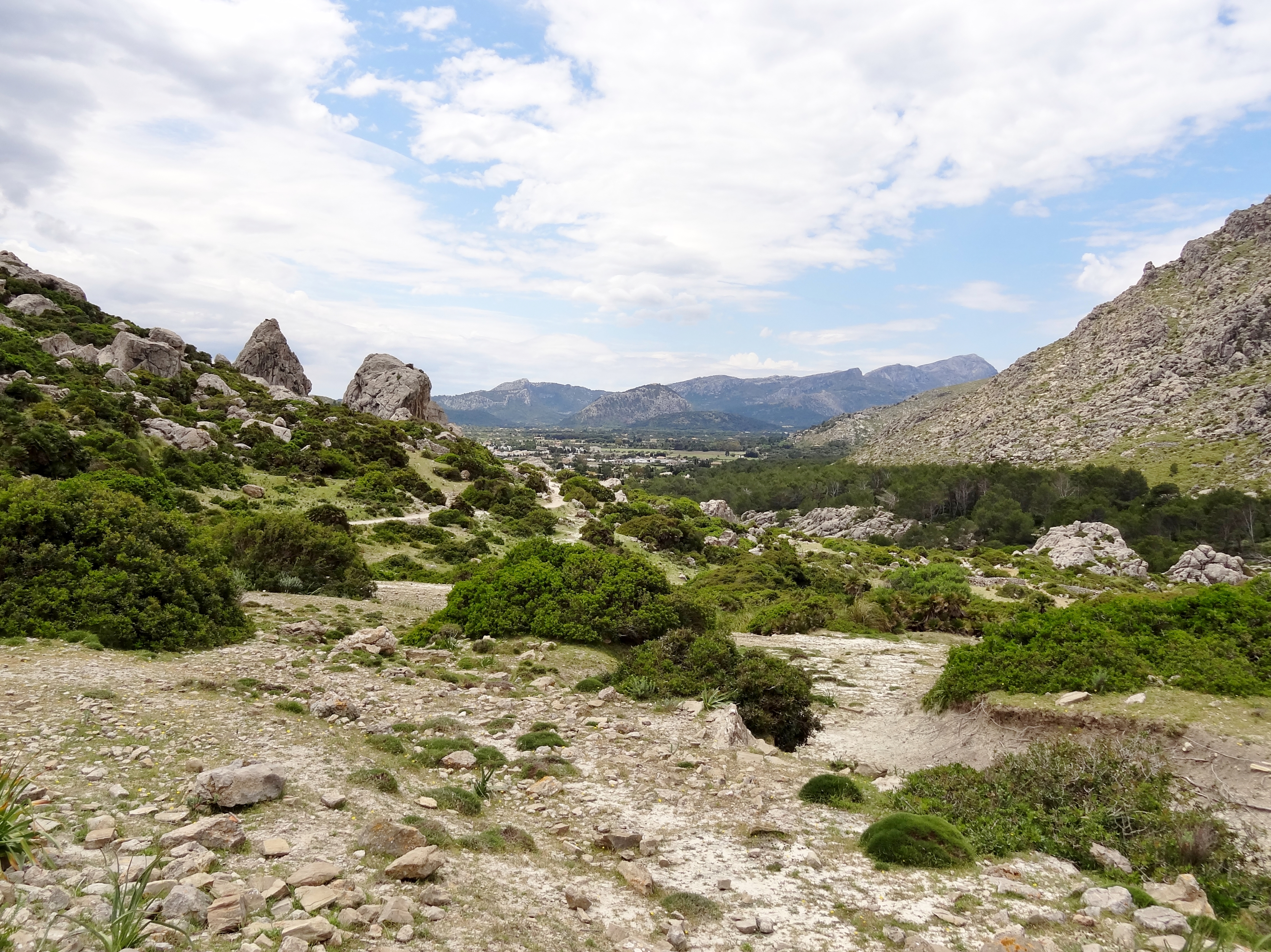
Vall de Bóquer, Blickrichtung Südwest

Von Port de Pollença erreicht man über die Avinguda de Bocchoris einen Kreisverkehr der Umgehungsstraße MA-2210. Nördlich des Kreisverkehrs befindet sich ein Parkplatz. Dort beginnt der ausgeschilderte Wanderweg ins Vall de Bóquer. Zunächst müssen mehrere Tore durchquert werden, die zum Landgut der Cases de Bóquer gehören. Der Wanderweg verläuft direkt neben der südwestlichen Gebäudefront des Landguts mit seinem aus der Mitte des 17. Jahrhunderts stammenden Wehrturm. Nach einem Schwenk nach Norden führt der Weg zwischen zwei Felsen hindurch ins eigentliche Bóquer-Tal. Bis zum Coll des Moro zieht er sich am es Morral an der Südostseite des Tals entlang, um danach auf mehrere Pfade verzweigt abwärts den Strand der Cala Bóquer zu erreichen.